# Alopecia triangular temporal
La alopecia triangular temporal es una enfermedad de la piel que se caracteriza por la existencia de una zona de forma triangular u ovalada, localizada en la región frontal o temporal del cuero cabelludo en la que existe pérdida de cabello de carácter permanente, a veces en lugar de pelo normal, existe un fino vello apenas perceptible. Se trata de un tipo de alopecia que se clasifica técnicamente en el grupo de alopecias no cicatriciales. La primera descripción fue realizada por el dermatólogo francés Raymond Sabouraud en 1905.
El trastorno es de carácter benigno y afecta al 0.11% de la población, suele aparecer en la infancia o primera juventud y la pérdida de cabello tiene carácter permanente, pero no es progresiva y solo afecta a una pequeña zona del cuero cabelludo. En ocasiones la alopecia triangular temporal se asociá a otras enfermedades, como el síndrome de Down, el síndrome LEOPARD, la aplasia cutis, retraso mental y epilepsia. Sin embargo la mayoría de los afectados presentan un estado de salud normal y no padecen ninguna de estas enfermedades.  
La causa de la afección es desconocida, se cree que existe una predisposición genética a su aparición, aunque generalmente no existen antecedentes familiares. En general no es preciso realizar ningún tipo de tratamiento pues se trata de un cuadro de carácter leve, en algunos casos para mejorar el aspecto estético se ha realiza una extirpación de la lesión con posterior colocación de un injerto.